# Michael Stipe
John Michael Stipe (Decatur (Geòrgia), Estats Units, 4 de gener de 1960) és un cantautor estatunidenc, conegut sobretot per ser el cantant solista del grup de rock alternatiu R.E.M. des de la seva formació el 1980 fins a la dissolució el 2011.
Amb una veu molt personal, Stipe es reconeix per l'estil "murmurat" dels seus inicis així com pels seus activismes social i polític. S'encarregava de l'aspecte visual de R.E.M., i sovint seleccionava ell les il·lustracions dels discos i va dirigir molts dels vídeos musicals del grup. Fora de la indústria musical, és propietari i gestor de dues productores de pel·lícules, C-00 i Single Cell Pictures.
Com a membre de R.E.M., Stipe va entrar al Rock and Roll Hall of Fame el 2007. En la seva faceta de cantautor, es considera que Stipe ha influït en molts artistes, entre ells Kurt Cobain de Nirvana i Thom Yorke de Radiohead. Bono d'U2 en va descriure la veu com a "extraordinària".

## Primers anys i educació
John Michael Stipe va néixer el 4 de gener de 1960, a Decatur, Geòrgia. Stipe era fill de militar; el seu pare treballava a l'Exèrcit dels Estats Units i la seva carrera feia que la seva família es traslladés amb freqüència. La seva germana petita, Lynda Stipe, va néixer el 1962 i també va fer de cantant del seu grup Hetch Hetchy. Stipe i la seva família van viure en diferents localitats durant la seva infantesa, incloent Alemanya Occidental, Texas, Illinois, Alabama. Stipe va acabar l'institut a Collinsville (Illinois), el 1978. La seva foto de graduació surt a l'àlbum Eponymous. Va ser educat en un "lloc de fe", perquè generacions anteriors de la seva família havien estat ministres metodistes.

## Carrera

### Formació de R.E.M
Mentre estava a la Universitat de Geòrgia a Athens, Stipe anava sovint a la botiga de discos Wuxtry, on va conèixer el seu dependent Peter Buck el 1980. "Era un paio d'aspecte xocant i també comprava discos estranys, cosa que no feia tothom a la botiga", Buck recorda. Es van fer amics al final van decidir formar un grup. Buck i Stipe van començar a escriure música plegats; en aquella època, Stipe també s'estava en un grup local que s'anomenava Gangster. Aviat se'ls van afegir Bill Berry i Mike Mills i es van posar el nom de R.E.M., que Stipe va triar aleatòriament d'un diccionari.
Tots quatre membres de R.E.M. van deixar la universitat el 1980 per concentrar-se en el grup. Stipe va ser l'últim de plegar. El grup va publicar el seu single de debut, "Radio Free Europe", a Hib-Tone, i va ser un èxit en emissores universitàries. El grup va fitxar per I.R.S. Records per publicar l'EP Chronic Town al cap d'un any. R.E.M. va publicar el seu disc de debut Murmur el 1983, amb l'aclamació de la crítica. La veu i les lletres de Stipe van ser especialment lloades. Murmur va acabar guanyant el premi de Rolling Stone al disc de l'any per la crítica per davant de Thriller de Michael Jackson. El seu segon àlbum, Reckoning, va sortir el 1984.
El 1985, els R.E.M. van viatjar a Anglaterra per gravar el seu tercer disc Fables of the Reconstruction, un procés difícil que gairebé provoca el trencament del grup. Després de la publicació del disc, les relacions continuaven sent tenses dins del grup. Guanyant pes i fent excentricitats (com ara afaitar-se el cabell fent-se una tonsura de monjo), Stipe va dir d'aquella època, "Anava ben encaminat per perdre la xaveta". Van fer una gira pel Canada i Europa aquell any; Stipe s'havia tenyit de ros.

### Projectes
El setembre de 1983, alguns mesos després de la publicació del disc de debut de R.E.M., Stipe va participar en una pel·lícula de Super-8 de quaranta-cinc minuts i baix pressupost titulada Just Like a Movie, filmada a Athens per la fotògrafa de la revista New York Rocker Laura Levine, que era amiga del grup. A la pel·lícula hi actuaven Levine, Stipe, Lynda Stipe (la germana del Michael), Matthew Sweet (que va formar un duet efímer anomenat Community Trolls amb Michael Stipe), i Bill Berry de R.E.M. La pel·lícula encara no s'ha estrenat.
Stipe havia planificat una col·laboració amb el seu amic Kurt Cobain, el cantant de Nirvana, el 1994, en part per intentar treure'l de casa i de la seva addicció a les drogues. No obstant, no van arribar a compondre ni a gravar res abans de la mort de Cobain. Stipe va ser padrí de la filla de Cobain i Courtney Love, Frances Bean Cobain. R.E.M. va gravar la cançó "Let Me In" del disc de 1994 Monster en homenatge a Cobain.
Stipe va ser molt amic de la cantant de rock alternatiu Natalie Merchant i ha gravat algunes cançons amb ella, entre elles "Photograph" que va aparèixer en un disc a favor del dret a l'avortament titulat Born to Choose, i van actuar en directe amb Peter Gabriel cantant la cançó de Gabriel "Red Rain" als premis de VH1 de 1996 i alguna altra vegada.
Stipe i Tori Amos es van fer amics a mitjans de la dècada de 1990 i van gravar un duet el 1994 anomenat "It Might Hurt a Bit" per la banda sonora de la pel·lícula Don Juan DeMarco. Stipe i Amos van decidir no publicar-lo.
El 1998, Stipe va publicar una col·lecció anomenada Two Times Intro: On the Road with Patti Smith. El 2006, Stipe va publicar un EP que contenia sis versions diferents de la cançó "In The Sun" de Joseph Arthur per als damnificats de l'Huracà Katrina. Una versió, gravada en col·laboració amb Chris Martin de Coldplay, va arribar al número u a les llistes de singles canadenques. També el 2006, Stipe va aparèixer a la cançó "Broken Promise" al disc de Placebo Meds. Continuant amb obres fora de R.E.M. el 2006, Stipe va cantar la cançó "L'Hôtel" al disc d'homenatge a Serge Gainsbourg titulat Monsieur Gainsbourg Revisited i va aparèixer a la cançó "Dancing on the Lip of a Volcano" del disc de New York Dolls One Day It Will Please Us to Remember Even This. Va gravar una cançó amb Miguel Bosé al disc Papito "Lo que ves es lo que hay".
Stipe va col·laborar amb Lacoste el 2008 per llançar la seva pròpia marca de samarreta polo en "edició especial per col·leccionistes". El disseny mostra el públic d'un concert des del punt de vista de l'artista a l'escenari. Va actuar amb Chris Martin de Coldplay en directe al Madison Square Garden i en línia per interpretar "Losing My Religion", al concert 12-12-12 per recaptar diners per als damnificats per l'huracà Sandy. Es va anunciar una nova gravació de Stipe el 2013, amb Courtney Love. La cançó, "Rio Grande", es va treure del disc amb temàtica de pirates de Johnny Depp Son of Rogues Gallery: Pirate Ballads, Sea Songs & Chanteys. Stipe també va fer la banda sonora de la pel·lícula The Cold Lands (2013), una pel·lícula del seu amic, el director Tom Gilroy.
Stipe va fer la cerimònia d'entrada del grup de grunge Nirvana al Rock and Roll Hall of Fame el 10 d'abril de 2014. Va estrenar la seva primera composició en solitari al Moogfest el 2017. Aquell mateix any, va actuar amb Fischerspooner a la nova cançó "Have Fun Tonight" del seu disc de 2017 Sir. Stipe va publicar la cançó en solitari "Future, If Future" el 24 de març, 2018.

### Activisme polític
El març de 2018, Michael Stipe va unir-se a les manifestacions de “March for Our Lives” per demanar el control de les armes als Estats Units després de la matança a l'escola Stoneman Douglas. També va anticipar la seva nova cançó a la manifestació.

## Vida privada
El 1983, Stipe va conèixer Natalie Merchant del grup 10,000 Maniacs; van fer-se amics, i van acabar tenint una relació romàntica durant un temps.
Amb l'èxit dels discos Out of Time (1991) i Automatic for the People (1992), R.E.M. van convertir-se en estrelles reconegudes pel gran públic. Cap a 1992, van començar a circular rumors que Stipe tenia VIH. Va contestar amb:
| «               | No que jo sàpiga. Vaig portar una gorra que deia "White House Stop AIDS". Sóc escanyolit. Sempre he estat escanyolit, excepte el 1985 que m'assemblava al Marlon Brando, l'última vegada que em vaig afaitar el cap. Llavors sí que estava malalt. Menjant patates. Crec que la histèria sobre la SIDA s'estendria de manera òbvia i natural a la gent que són figures mediàtiques i qualsevol que tingui una sexualitat indesxifrable o no pronunciada. Qualsevol que faci mala ganya, per qualsevol motiu. Qualsevol que estigui associat, per qualsevol motiu – tant si és una gorra, com la manera amb què em comporto – a ser amic dels queer. | » |
| — Michael Stipe | |   |

El 1994, Stipe es va autodescriure com a "pervertit amb igualtat d'oportunitats", i va dir que no es definia com a gai, hetero, ni bisexual, sinó que l'atreien, i tenia relacions tant amb homes com a dones. El 1995, va sortir a la portada de la revista Out. Stipe es va autodescriure com a "artista queer" a Time el 2001 i va revelar que estava en una relació amb "un home increïble" des de feia tres anys. Stipe ho va reiterar en una entrevista el 2004 amb la revista Butt. Quan li van preguntar si mai es declarava com a gai, Stipe va afirmar, "No. Crec que hi ha una línia entre gai i queer, i per a mi, queer descriu alguna cosa que és més inclusiva en les zones grises".
El 1999, l'escriptor Douglas A. Martin va publicar una novel·la, Outline of My Lover, on el narrador té una relació romàntica durant sis anys amb el cantant principal d'un grup de rock famós d'Athens, Geòrgia, sense dir-ne el nom; es va especular, i més endavant l'autor ho va confirmat, que era un roman à clef basat una relació real entre Martin i Stipe. Els dos havien col·laborat anteriorment en dos llibres, tots dos de 1998: The Haiku Year (per al qual tots dos havien contribuït haiku) i el llibre de poesia de Martin Servicing the Salamander (per al qual Stipe va fer la foto de la portada).

## Estil musical

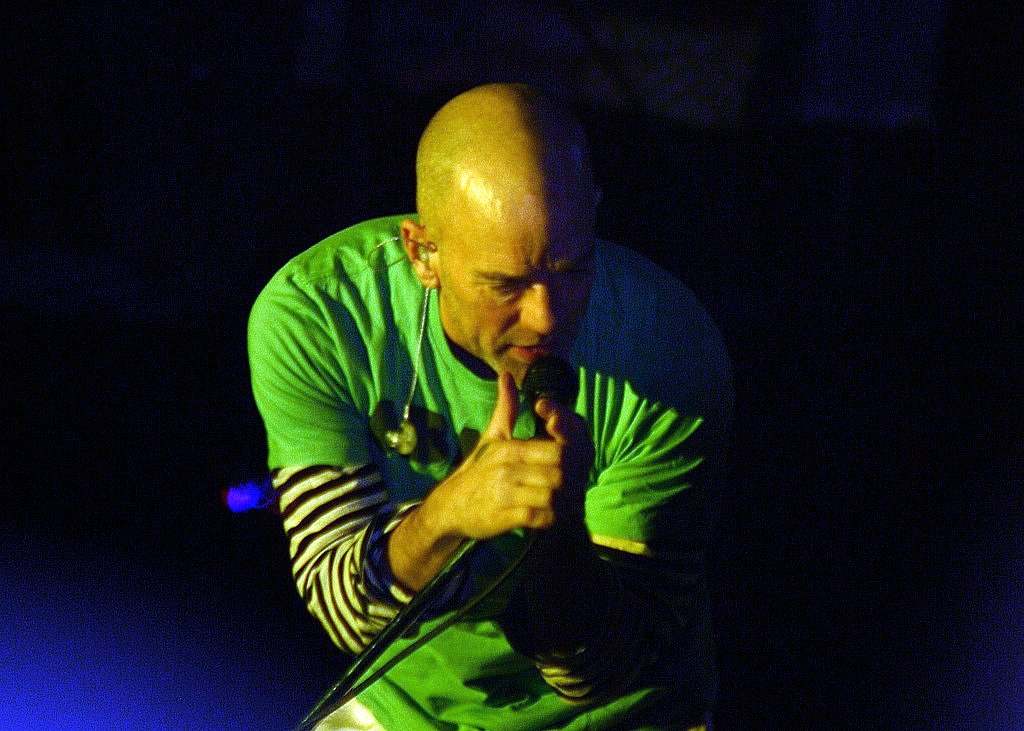
Stipe actuant amb R.E.M. a Langerado, 2008

Stipe era el vocalista i lletrista principal de R.E.M. Té un rang vocal de baríton. El rol de Stipe en el procés compositiu de R.E.M. era escriure les lletres i inventar melodies. Encara que tots els membres tenien el mateix vot en el procés compositiu, Peter Buck ha reconegut que a Stipe, com a lletrista, poques vegades el podien convèncer de seguir una idea que no li agradés. Stipe canta amb "figures vocals de gemecs i planys" que el biògraf de R.E.M. David Buckley ha comparat amb els artistes de folk cèltic i els muetzins musulmans. Stipe fa sovint harmonies amb Mills a les cançons; a la tornada de "Stand," Mills i Stipe alternen el cant de la lletra, creant un diàleg. Els primers articles sobre el grup es concentraven en l'estil de cantar de Stipe (descrit com a "murmuri" pel The Washington Post), que sovint feia que les lletres fossin indesxifrables. Stipe va comentar el 1984, "Només és com canto. Si provés de controlar-ho, seria força fals".

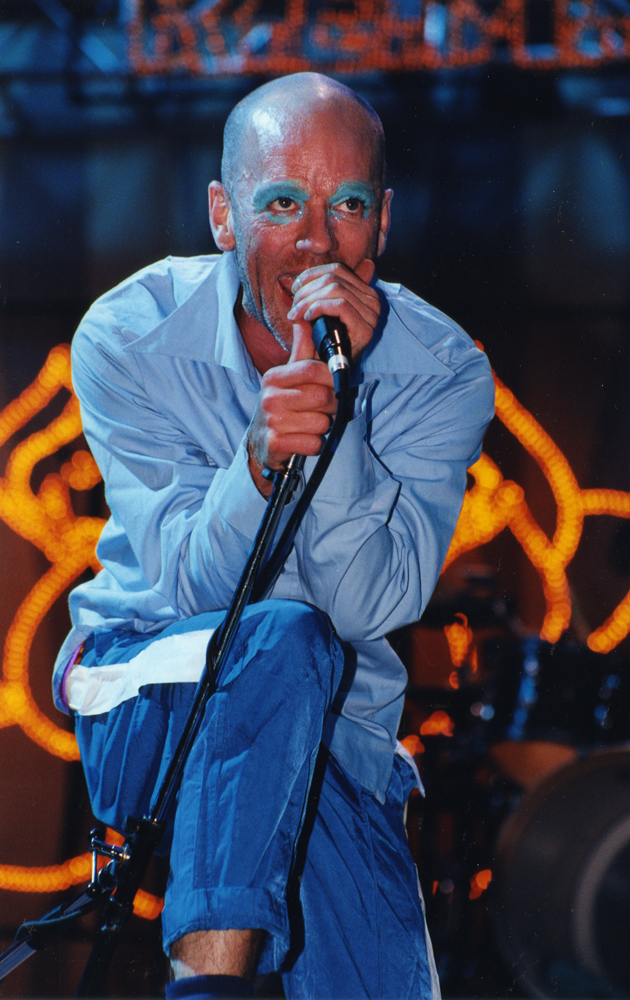
Stipe al festival de Glastonbury amb el seu maquillatge de "Goblin"

"Aquella veu. És una veu extraordinària," va dir Bono, el cantant d'U2 el 2003. "Sovint li dic que és un crooner, i no li agrada gaire. Però és una mena d'una meitat de crooner tranquil dels anys 50 com Bing Crosby, i una meitat de Dolly Parton," va afegir, rient.

## Obres de cine i televisió

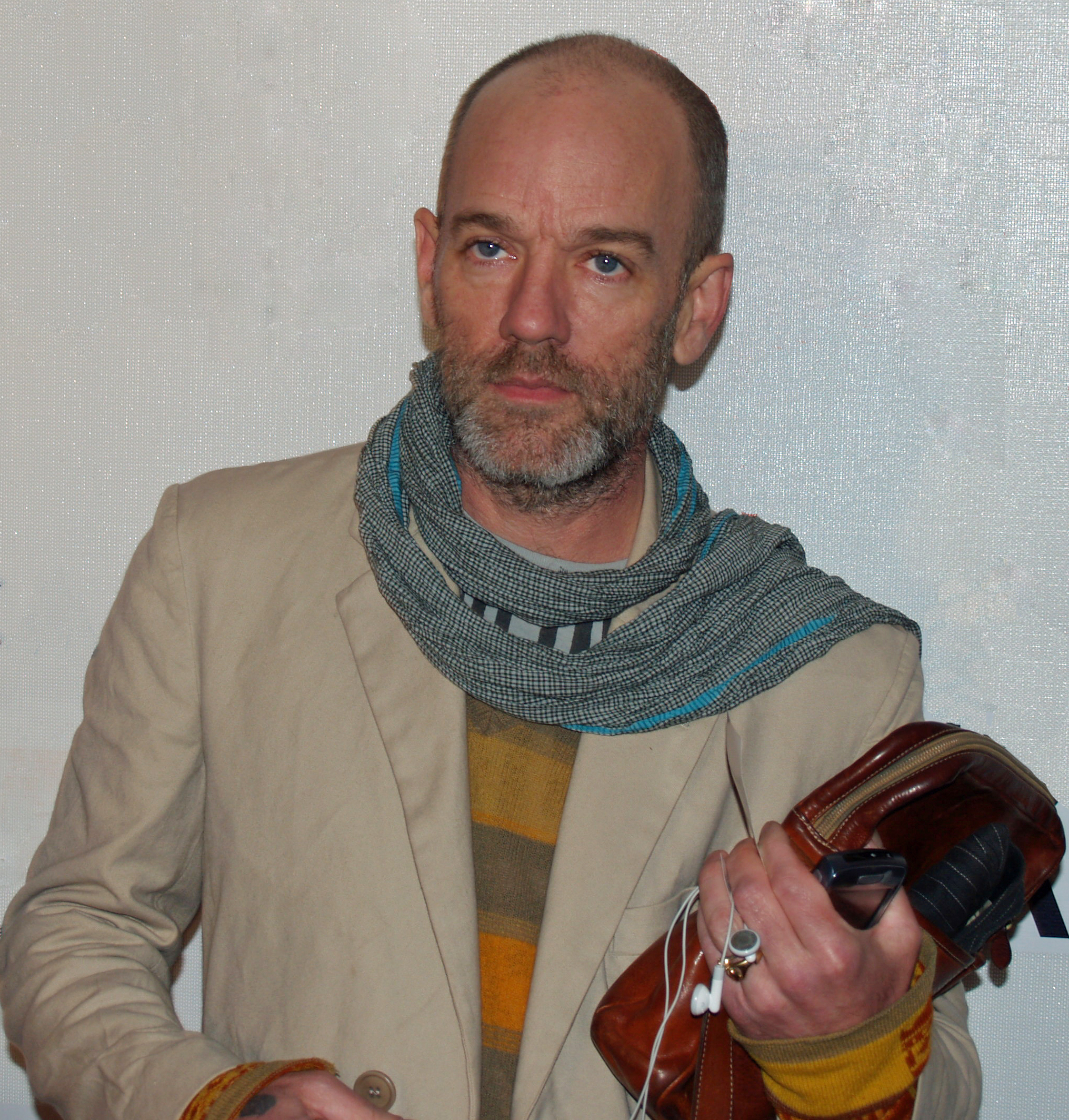
Stipe al Festival de Cinema de Tribeca de 2007

A principis de 1987 Stipe va fundar C00 Films juntament amb Jim McKay, una empresa multimèdia que estava "dissenyada per canalitzar el talent creatiu del seu fundador cap a la creació i promoció d'obres de cinema alternatiu". Stipe i el seu soci productor, Sandy Stern, han fet de productors executius en pel·lícules com Being John Malkovich, Velvet Goldmine, i Man on the Moon. També surt als crèdits com a productor de la pel·lícula de 2004 Saved!
El 1998 va treballar a Single Cell Pictures, una productora que va estrenar algunes pel·lícules independents i d'art i assaig.
Stipe ha aparegut actuant en algunes obres de cine i televisió. Va aparèixer en un episodi de The Adventures of Pete & Pete com a venedor de gelats anomenat Capità Scrummy. També va sortir com a ell mateix amb els R.E.M. a Barri Sèsam tocant una versió retocada de "Shiny Happy People" anomenada "Furry Happy Monsters" (Monstres feliços i peluts), i va aparèixer en un episodi de The Simpsons titulat "Homer the Moe", on enganyaven els R.E.M. perquè toquessin al garatge de Homer Simpson. També va estar de convidat a la paròdia dels programes d'entrevistes Space Ghost Coast to Coast del Cartoon Network, a l'episodi 'Hungry'. Més recentment, ha tingut aparicions breus a The Colbert Report, interpretant-se ell mateix.
Stipe va posar la veu del ren Schnitzel a la pel·lícula de 1999 Olive, the Other Reindeer i va actuar a la pel·lícula de 1996 Color of a Brisk and Leaping Day.

## Discografia sense els R.E.M
Produccions en solitari
- "In the Sun" (amb Chris Martin) (2006)
- "Rio Grande" (amb Courtney Love) a Son of Rogues Gallery: Pirate Ballads, Sea Songs & Chanteys (2013)

Com a convidat
- Amb The Golden Palominos: "Boy (Go)", "Omaha", i "Clustering Train" a Visions of Excess (1985); "Alive and Living Now" a Drunk with Passion (1991)
- Amb Our Favorite Band: "Dreamin' Of Eternity" Saturday Nights...Sunday Mornings (1987)
- Amb 10,000 Maniacs: "A Campfire Song" a In My Tribe (1987); "To Sir, with Love" a Few & Far Between EP (1993)
- Amb les Indigo Girls: "Kid Fears" a Indigo Girls (1988); "I'll Give You My Skin" a Rarities (2005)
- Amb Natalie Merchant i Mark Bingham i The Roches: "Opening Melody – Little April Shower" a Stay Awake: Various Interpretations of Music from Vintage Disney Films
- Amb Syd Straw: "Future 40's" a Surprise (1989)
- Amb The Blue Aeroplanes: "What It Is" a Swagger (1990)
- Amb Robyn Hitchcock: "Dark Green Energy", cara 'B' de "Ultra Unbelievable Love" (1991)
- Amb Billy Bragg: "You Woke Up My Neighbourhood" a Don't Try This at Home (1991)
- Amb Neneh Cherry: "Trout" a Homebrew (1992)
- Amb Kristin Hersh: "Your Ghost" a Hips and Makers (1994)
- "My Gang" a Kerouac: Kicks Joy Darkness (1997)
- Amb Vic Chesnutt: "Injured Bird" a The End of Violence (1997)
- Amb Patti Smith: "Last Call" a Peace and Noise (1997); "Glitter in Their Eyes" a Gung-Ho (2000)
- Amb Rain Phoenix: "Happiness" a la banda sonora de la pel·lícula Happiness (1998)
- Amb Grant Lee Buffalo: "Everybody Needs a Little Sanctuary" a Jubilee (1998)
- Amb Spacehog: "Almond Kisses" a The Chinese Album (1999)
- Amb Utah Saints: "Sun", "Punk Club", "Rhinoceros" i "Wiggedy Wack" a Two (2000)
- Amb Community Trolls: "Tainted Obligation" (1983) a To Understand: The Early Recordings of Matthew Sweet (2002)
- Amb Artists Against AIDS Worldwide: "What's Going On" (2001)
- Amb Faultline: "Greenfields" a Your Love Means Everything (2002)
- Amb 1 Giant Leap: "The Way You Dream" a 1 Giant Leap (2002); I Have Seen Trouble a What About Me? (2009)
- Amb Stéphane Pompougnac: "Clumsy" a Living on the Edge (2003)
- "L'Hôtel" (versió de Serge Gainsbourg) a Monsieur Gainsbourg Revisited (2006)
- Amb The New York Dolls: "Dancing on the Lip of a Volcano" a One Day It Will Please Us to Remember Even This (2006)
- Amb Placebo: "Broken Promise" a Meds (2006)
- Amb Miguel Bosé: "Lo que hay es lo que ves" a Papito (2007)
- Amb Maria Taylor: "Cartoons And Forever Plans" a LadyLuck (2009)

Producció
A més de ser coproductor de la majoria de l'obra de R.E.M., Stipe també ha produït els següents discos:
- Hugo Largo: "Drum" (1988), "Opal/Warner Brothers" (1988)[49]
- Amb Vic Chesnutt: "Little" (1990), "West of Rome" (1992)
- Amb Magnapop: Magnapop (1992)
- Amb Fischerspooner: "Sir" (2017)